# 四川丁香
四川丁香（学名：Syringa sweginzowii）是木犀科丁香属的植物。分布于中国大陆的四川等地，常生长在山坡灌丛、林中及河旁沟边，目前尚未由人工引种栽培。